# Wasservogelfest
Das Wasservogelfest ist ein Brauch, der bis 1828 in den Gemeinden Neuhausen und Moosach (heute Stadtteile von München) gepflegt wurde. Er stammt möglicherweise aus heidnischer Zeit und wurde später an das Christentum angepasst. Sein Ende fand er durch ein Verbot König Ludwigs I.

## Verlauf
Zum Wasservogel oder „Pfingstl“ wurde am Pfingstmontag derjenige bestimmt, der als letzter zum Gottesdienst erschien. Der Pfingstl wurde mit Schilf, Binsen, Stroh, Laub und Bändern geschmückt. Anschließend wurde er auf einem Pferd über die damalige Dorfstraße (heute Winthirstraße) am Großwirt vorbei zum Rotkreuzplatz geführt, wo er in den damaligen Dorfteich getaucht wurde. Der hölzerne Vogelkopf, den der Wasservogel als „Szepter“ hatte, wurde verlost. Er brachte angeblich Schutz vor Blitzschlag und Feuer. Der Gewinner nagelte ihn an den First seines Stadels.
Auf dem Weg dorthin hielt man an den Bauernhöfen an, sagte einen Spruch auf und erbat Butter, Eier und Mehl. Am Ziel angekommen wurden daraus Kücherl gebacken.

## Wiederbelebung
2007 wurde das Wasservogelfest in Neuhausen erstmals seit 1828 wieder belebt. Mehr als viertausend Menschen nahmen am Umzug teil. Man zog vom Rotkreuzplatz durch die Winthirstraße am Großwirt vorbei und warf den Wasservogel von der Gerner Brücke in den Nymphenburger Schlosskanal. Da an Pfingsten viele Münchner im Urlaub sind, wurde das Fest in den Juli verlegt. 2009 wurde es unter noch größerer Beteiligung der Neuhauser Bevölkerung abermals gefeiert. Das Fest wird seitdem alle zwei Jahre gefeiert, zuletzt am 27. Juli 2025. 2013 war das erste Mal, dass ein weiblicher Wasservogel durch die Straßen ritt und im Kanal versenkt wurde. Das Wasservogelfest ist eine Kooperation vom Verein für Stadtteilkultur Neuhausen-Nymphenburg e. V., der Freien Turnerschaft Gern und der Geschichtswerkstatt Neuhausen e. V. 

## Geschichte
Mehrere Quellen berichten von diesem Brauch, der nicht nur in den nördlichen und westlichen Vororten Münchens begangen wurde, sondern auch in der Hallertau und Niederbayern. Es wurde in den einzelnen Regionen in unterschiedlichen Varianten begangen. Die Neuhauser Geschichtswerkstatt stützt sich in ihrer Rekonstruktion auf den Neuhauser Kupferstecher Albrecht Schultheiß (1855–1909), den Rektor der Schule in Neuhausen, Joseph Lipp (1855–1932) und auf Neuhausens ehemaligen Bürgermeister Georg Lindau (1816–1895). Lindau hat das letzte Wasservogelfest 1828 noch miterlebt und den Verlauf aufgeschrieben.
Im Jahr 1828 hatten sich die Neuhauser vorgenommen, mit dem Wasservogel vor das nahegelegene Schloss Nymphenburg zu ziehen und dem König Ludwig I. ihren Vers vorzutragen. Dafür hatten sie Rokokokostüme angezogen. Als sie vor dem Schloss ankamen, war ihnen der Moosacher Wasservogel mit seiner Gruppe zuvorgekommen. Es entwickelte sich eine heftige Schlägerei. Da beschloss König Ludwig I., das Wasservogelfest zu verbieten.